# Храм Воскресения Христова (Северодвинск)
Храм Воскресения Христова — православный храм в микрорайоне Ягры города Северодвинска (Архангельская область). Храм приписан к Архангельской и Холмогорской епархии Русской православной церкви. При храме действует воскресная школа.

## История храма
В начале 1990-х годов на Яграх сформировалась православная христианская община, и, главной её проблемой было отсутствие постоянного места, где верующие могли бы совершать богослужения и священные религиозные обряды (например, такие, как крещение или венчание). Строительство храма потребовало бы большое количество времени и денег. Посему был найден другой способ. Православными решено было перевезти уже существующую церковь из деревни Солза Приморского района Архангельской области. Настоятель Церкви Воскресения Христова отец Валерий Суворов называет еще одну причину такого решения:
…храм в деревне Солза находился в оскверненном состоянии. Однако, несмотря на 100-летний возраст, еще очень крепок.
Таким образом, ягринская христианская община не только обрела собственный храм, но и спасла от дальнейших надругательств православную святыню.
По благословению епископа Пантелеимона (Долганова) церковь была аккуратно демонтирована и доставлена на Ягры. При разборке здания храма была обнаружена икона Божией Матери Знамение, тщательно завернутая в холст. Икона, по-видимому, была спрятана кем-то из священнослужителей или прихожан в период гонений на церковь. «Знамение, — так объяснил это отец Валерий Суворов, — значит — знак, символ Божьего благословения». Ведь, без преувеличения, Храм таким образом обретал вторую жизнь и храм был спасен благочестивыми людьми от верной гибели.
Настоятель Храма Воскресения Христова описывает настоящее чудо:
…после обретения иконы, было сложно сказать, кто изображен на ней, но вскоре она начала обновляться. И сегодня мы можем видеть совершенно преображенную икону, такую, как будто она побывала в руках реставраторов"… "Мы почитаем икону Божией Матери, и молимся Пресвятой Богородице, просим Её молитвенного заступничества и ходатайства перед Её Сыном и Господом…
2 июля 1995 года состоялось освящение нового очага православия города Северодвинска — храма Воскресения Христова на Яграх.

## СМИ храма Воскресения Христова
Для осуществления евангельской проповеди северодвинский храм Воскресения Христова выпускает собственную православную газету «Воскресение». Настоятель храма священник Валерий Суворов является также автором и ведущим региональной христианской радиопрограммы «Благовест», которая, на частоте 102,4 FM, выходит в эфир благодаря поддержке «Радио Модерн-Северодвинск». В передаче, как и в газете, настоятель отвечает на вопросы, рассказывает о жизни православной общины города, православных святых и святынях христианского мира.

## Адрес
164509, Российская Федерация, Архангельская область, город Северодвинск, улица Зои Космодемьянской, дом 2; Телефон: +7 (8184) 570465